# Cholam
Cholam (Hebreeuws: חוֹלָם; voorheen חֹלֶם cholem) is een diakritisch teken (nikoed) dat, voornamelijk in religieuze teksten, gebruikt wordt om klinkers weer te geven. Hiervoor wordt het teken gebruikt om de o-klank /o/ zoals deze in mooi aan te duiden. Cholam wordt weergegeven door middel van een puntje dat linksboven de klinker in kwestie staat.
Wanneer cholam wordt gebruikt, gebeurt dat vaak in combinatie met de leesmoeder waw. Hoewel ook één van de andere twee leesmoeders, alef of hee, kan gebruikt worden. Bij het gebruik van een leesmoeder spreekt men ook wel van cholam male. (Hebreeuws: חוֹלָם מָלֵא, "volledige cholam") Zonder de leesmoeder wordt er van cholam chaser gesproken. (Hebreeuws: חוֹלָם חָסֵר, "gebrekkige cholam") 
Gebruikt men waw als leesmoeder, komt cholam pal boven waw te staan. Wanneer alef gebruikt wordt, dient cholam rechtsboven alef geplaatst te worden, hoewel dit zeker niet altijd gebeurt. Is alef een gewone klinker, dan komt cholam op de klinker ervoor te staan, zoals gewoonlijk.  